# Westfälische Verkehrsgesellschaft

Aktuelles Logo der WVG

Früheres Logo der WVG

Die Westfälische Verkehrsgesellschaft mbH (WVG) in Münster ist die Geschäftsführungsgesellschaft folgender Verkehrsunternehmen:
- RVM – Regionalverkehr Münsterland GmbH (Beckum, Lüdinghausen, Stadtlohn, Ibbenbüren)
- VBK – Verkehrsbetrieb Kipp GmbH (Lengerich, Münster)
- RLG – Regionalverkehr Ruhr-Lippe GmbH (Soest, Lippstadt, Arnsberg, Brilon)
- VKU – Verkehrsgesellschaft Kreis Unna mbH (Kamen, Lünen)
- WLE – Westfälische Landes-Eisenbahn GmbH (Lippstadt)

Die WVG stellt dabei die Fachabteilungen, die den Unternehmen/Betrieben zur Verfügung stehen. Sie besorgt die sinnvoll zentralisierbaren Aufgaben vom Personalmanagement, den Zentraleinkauf und die kaufmännischen wie IT-Dienstleistungen bis hin zum Mobilitätsmanagement und der Kommunikation.
Seit dem 1. Januar 2011 sind Gesellschafter die RVM (47,14 %), die RLG (28,57 %), die VKU (14,29 %) und die WLE (10,00 %).

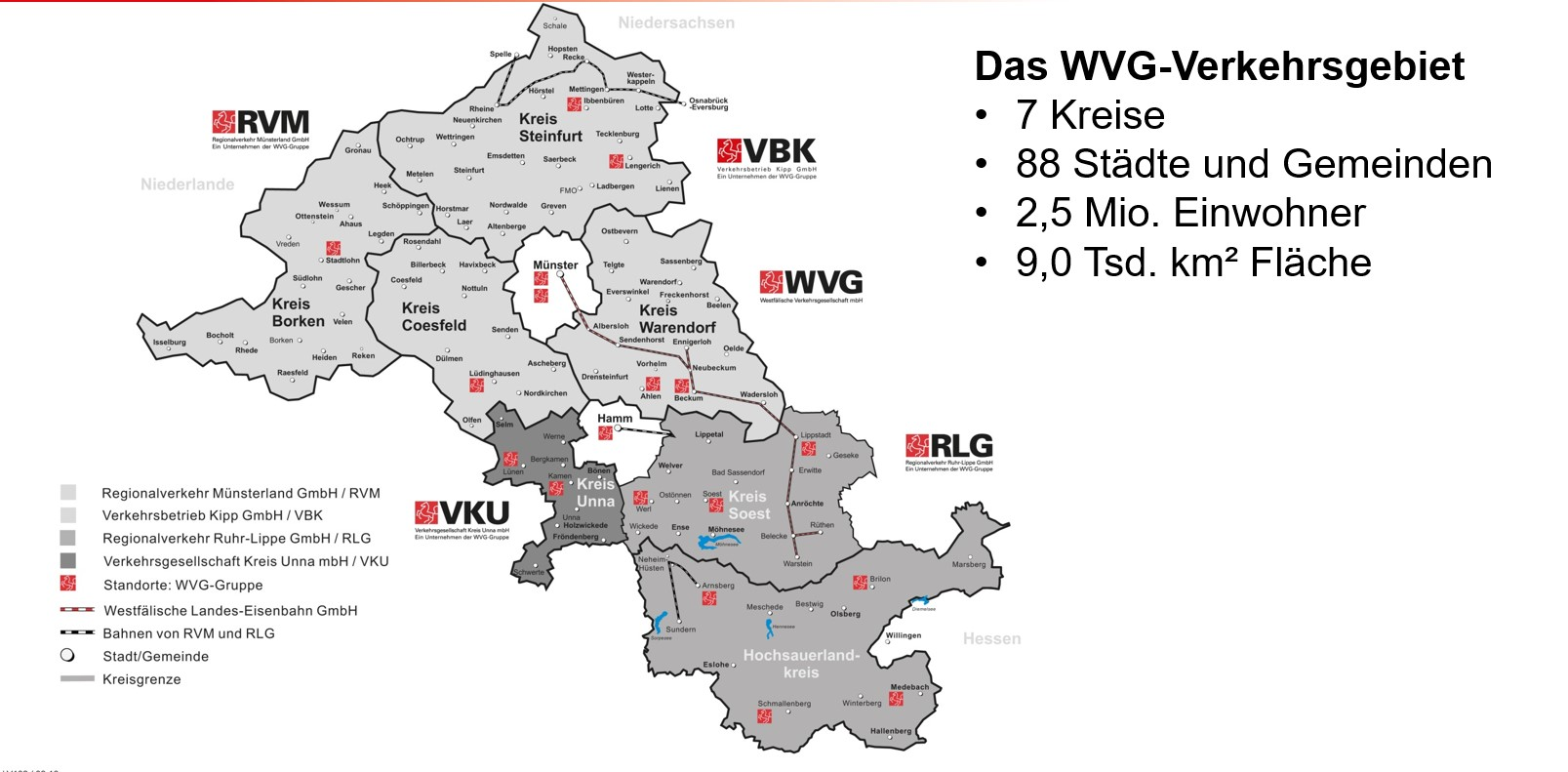
Verkehrsgebiet der WVG-Gruppe und deren Standorte

Zum 31. Dezember 2025 hat die VKU ihren Betriebs- und Geschäftsführungsvertrag mit der WVG gekündigt. Die Geschäftsanteile werden auf die Schwesterunternehmen Regionalverkehr Ruhr-Lippe GmbH, Regionalverkehr Münsterland GmbH und Westfälische Landes-Eisenbahn GmbH übertragen.
Der Umsatz der Unternehmensgruppe liegt bei 115 Mio. Euro. Sie beschäftigt etwa 1.200 Mitarbeiter an 18 Standorten von der Grenze zu den Niederlanden bis ins Sauerland.

## Geschichte
Die WVG wurde am 1. Januar 1970 als Nachfolger der Verkehrsabteilung des Landschaftsverbandes Westfalen-Lippe gegründet in Münster. Diese hatte nach dem Zweiten Weltkrieg die Aufgaben der Kleinbahnabteilung der Westfälischen Provinzialverwaltung übernommen. Ihr oblag die Geschäftsführung folgender Kleinbahnen:
- Tecklenburger Nordbahn AG
- Kleinbahn Steinhelle–Medebach GmbH
- Kleinbahn Unna-Kamen-Werne GmbH
- Kleinbahn Weidenau–Deuz GmbH

Die WVG war für die koordinierende Betriebs- und Geschäftsführung folgender acht Verkehrsbetriebe zuständig:
- AG Ruhr-Lippe-Eisenbahn (RLE)
- Kraftverkehr Westfalen GmbH (KVW)
- Westfälische Landes-Eisenbahn AG (WLE)
- Kreisverkehrsgesellschaft Beckum mbH (KVG)
- Verkehrsbetriebe Kreis Brilon GmbH (VKB)
- Verkehrsbetriebe Kreis Tecklenburg AG (VKT)
- Verkehrsgesellschaft für den Kreis Lüdinghausen mbH (VGL)
- Verkehrsgesellschaft Kreis Unna mbH (VKU)
- Verkehrsgemeinschaft Lünen GmbH (VL)

Seit Einstellung des Eisenbahn-Personenverkehrs im Jahr 1975 erfolgt dieser ausschließlich auf der Straße, hauptsächlich mit Omnibussen.